# Homec, Domžale
Homec je naselje v Občini Domžale.

## Znamenitosti
- Cerkev Marijinega rojstva na Homškem hribu (griču; 394 mnv)
- Pirnatova vila
- Gostičeva hiša in spomenik